# ジェームズ・A・ロビンソン
ジェームズ・アラン・ロビンソン（英語: James Alan Robinson、1960年2月27日 - ）は、イギリスの教授、経済学者、政治学者。シカゴ大学ハリス・スクール・オブ・パブリック・ポリシーのリチャード・L・ピアソン教授、ハリス・スクールピアソン研究所長。2024年にダロン・アセモグル、サイモン・ジョンソンとともにノーベル経済学賞を受賞した。

## 業績

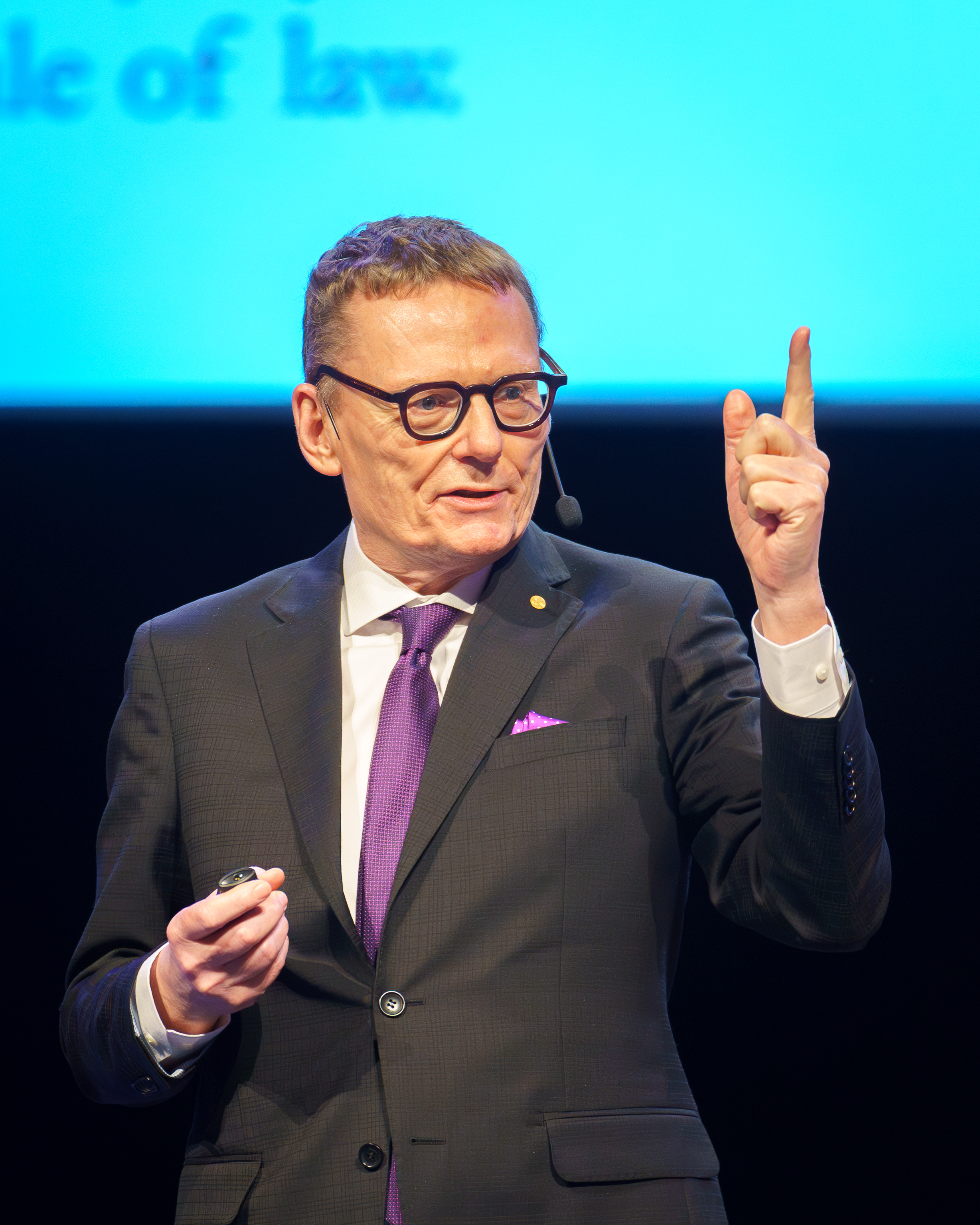
2024年ストックホルムのノーベルウィークで講演するロビンソン

チェルムスフォード出身。2004年から2015年までハーバード大学、このほかカリフォルニア大学バークレー校、南カリフォルニア大学、メルボルン大学で務めた。
国の繁栄の一方、他国における紛争の嚮導となる経済や政治の基盤に注目し、国ごとの要因について研究している。ダロン・アセモグルとの共著に『自由の命運──国家、社会、そして狭い回廊』、『国家はなぜ衰退するのか：権力・繁栄・貧困の起源』、『エコノミック・オリジンズ・オブ・ディクテーターシップ・アンド・デモクラシー』などがある。

## 著書

### 共著
Why Nations Fail: The Origins of Power, Prosperity, and Poverty, ダロン・アセモグルと共著, Crown Publishers, 2012年
- - 邦訳：『国家はなぜ衰退するのか：権力・繁栄・貧困の起源』上・下、鬼澤忍 訳、稲葉振一郎 解説、早川書房、2013年

- The Narrow Corridor: States, Societies, and the Fate of Liberty, ダロン・アセモグルと共著, Penguin Press. 2019年
  - 『自由の命運──国家、社会、そして狭い回廊』、櫻井祐子 訳、早川書房、2020年